# Bruno Maddox
Pour les articles homonymes, voir Maddox.
Bruno Maddox, né le 15 novembre 1969 à Londres, est un romancier et journaliste britannique. Il est surtout connu pour son roman My Little Blue Dress (2001) qui a été très bien accueilli par les critiques et pour son magazine d'essais satiriques.

## My Little Blue Dress
En 1999, Maddox vend ses premiers droits de son premier roman My Little Blue Dress à un éditeur allemand basé sur la base d'une proposition de cinq pages de fax, envoyée sur les conseils de son agent littéraire John Brockman (en). En une semaine Brockman réussi à vendre les droits du roman à des éditeurs dans huit autres pays grâce à cette proposition ; Maddox n'a pas encore écrit, même pas un premier manuscrit.

« C'était une expérience assez terrifiante, d'avoir soudain l'obligation légale d'écrire un roman extrêmement difficile et post-moderne, n'ayant jamais rien écrit avant et aussi, bêtement, je lui ai dit que je pouvais le faire en six mois, ce qui n'était qu'une conversation, jusqu'à ce qu'elle se retrouve noir sur blanc sur mon contrat. Les six mois s'en vinrent et s'en furent et ma réputation dans le monde de l'édition à ce moment est un reflet des deux ans et demi de trop que j'ai passé à l'écrire. Les Hollandais ont annulé lorsque les objectifs du Millénaire n'ont pas été atteints, ils ont décidé que c'était un livre du millénaire, mais bizarrement ils ont accepté en novembre 1999, pour quelques jours de lecture du Millénaire, ils n'ont pas vu que c'est évidemment un ouvrage du XXIe siècle. »

— Bruno Maddox, sur la publication de son premier roman.
My Little Blue Dress a été publié en 2001 par Viking Press, un groupe d'imprimerie lié à Penguin Group. Le roman commence comme les mémoires d'une femme de cent ans, mais plusieurs chapitres plus tard, se révèle être dans le genre d'une parodie.